# Amanda Tanen
Amanda Tanen Sommers est un personnage fictif qui apparait dans la série américaine Ugly Betty. Elle est incarnée par l'actrice Becki Newton.

## Biographie fictive

### Origines familiales
Amanda Tanen Sommers est élevée dans Les Hamptons, situé sur Long Island. Elle pensait être la fille d'un banquier qui aurait détourné des fonds, mais il s'avère comme expliqué dans la deuxième saison, qu'il s'agissait de ses parents adoptifs, vivant à présent à Scarsdale et que sa véritable mère est la défunte rédactrice en chef de Mode, Fey Sommers. Son père reste inconnu pendant les quelques épisodes suivants, mais tout porte ensuite à croire qu'il s'agit du chanteur Gene Simmons, du groupe Kiss. Il s'avère finalement que ce n'est pas lui, ayant seulement cherché un regain de notoriété dans ces fausses retrouvailles. Son oncle est le premier ténor du groupe Les Trois Ténors.
Amanda Tanen Sommers est une ancienne actrice. Elle a notamment tourné en tant qu'hôtesse, dans une publicité pour un restaurant à thème médiéval. Il s'agissait en réalité d'une plaisanterie, en référence au restaurant "Olive Garden", situé à Orlando (Floride) dans lequel l'interprète d'Amanda Tanen Sommers, Becki Newton, est apparue comme l'une des hôtesses du restaurant.

### Travail au magazineMode
Amanda Tanen Sommers est l’attrayante réceptionniste du magazine Mode. Meilleure amie de Marc St. James (assistant de Wilhelmina Slater), elle intervient parfois dans leurs plans lorsqu'il s'agit de mettre des bâtons dans les roues des ennemis majeurs de la directrice artistique (puis co-rédactrice en chef), Wilhelmina Slater : Betty Suarez et son patron Daniel Meade, envers qui elle a, paradoxalement une attirance physique puis émotionnelle.

### Caractère d'Amanda Tanen Sommers
Amanda Tanen Sommers a souvent tendance à être boulimique quand elle se sent menacée. Malgré son côté superficiel, elle peut être tout à fait brillante, mais a tendance à clairement passer son temps avec son alter-ego masculin Marc St. James, avec qui elle critique allègrement les personnes ringardes, comme Betty Suarez.
Amanda Tanen Sommers aspire à se marier avec une personne d'ascendance royale, de préférence un duc, car un prince serait vraiment trop de pression.